# 臀筋
臀筋（でんきん、英語: gluteal muscles）とは、臀部に存在する筋肉の総称である。

## 構成する筋肉
- 大臀筋
- 中臀筋
- 小臀筋
- 大腿筋膜張筋

## 筋肉注射部位
ヒトの臀部への筋肉注射を行う際は、臀筋のうち中臀筋の限られた領域に行うことが推奨されている。